# 24 Horas no Ar
24 Horas no Ar é o décimo oitavo álbum da carreira do cantor Amado Batista lançado em 1996 pela gravadora BMG. Os destaques desse disco vão para as músicas 24 horas no ar e Pra que fugir de mim. Esse álbum chegou a vender 1 milhão de cópias.

## Faixas
| N.º | Título                 | Duração |  |
| 1.  | "24 Horas no Ar"       | 3:20    |  |
| 2.  | "Pra Que Fugir de Mim" | 3:28    |  |
| 3.  | "Eu Gosto Dela"        | 3:20    |  |
| 4.  | "Foi Só um Sonho"      | 2:48    |  |
| 5.  | "Somente Pra Você"     | 3:04    |  |
| 6.  | "Cuida de Mim"         | 2:49    |  |
| 7.  | "Sonho Dourado"        | 3:48    |  |
| 8.  | "Estou te Esperando"   | 3:29    |  |
| 9.  | "Papai Noel"           | 3:16    |  |
| 10. | "Violão Cmopanheiro"   | 3:39    |  |
| 11. | "Minha Rainha"         | 3:12    |  |
| 12. | "Amigo Forte"          | 3:10    |  |